# Metastelma infimicola
Metastelma infimicola är en oleanderväxtart som först beskrevs av Louis Otho Otto Williams, och fick sitt nu gällande namn av W.D. Stevens. Metastelma infimicola ingår i släktet Metastelma och familjen oleanderväxter. Inga underarter finns listade i Catalogue of Life.